# Thinora
Thinora is een geslacht van kreeftachtigen uit de klasse van de Malacostraca (hogere kreeftachtigen).

## Soort
- Thinora maldivensis Borradaile, 1915